# CJ-10
CJ-10은 중화인민공화국의 순항미사일이다. 창젠-10의 영어 약자이다.

## 역사
터보팬 엔진을 사용하는 아음속 순항미사일로서, 속도 마하 0.75, 사거리 1,500 km이다. CJ-10 3발이 장전된 8륜 구동 차량에서 발사되며, 투폴레프 Tu-16을 중국에서 라이센스 생산한 H-6K 폭격기에서 CJ-10A 6발이 발사된다. H-6K 폭격기에서 발사될 경우 사거리가 3,000 km에 달하여, 하와이 미군을 공격할 수 있다.
2009년 10월 1일 베이징 천안문 광장에서 거행된 건국 60주년 기념 열병식에서 3개의 연속 발사관으로 이뤄져 있으며 사거리가 1500 km인 크루즈 미사일 '창젠(長劍)-10'을 선보였다. 예전에는 공개된 적이 없다.
2010년 중국은 류저우에 대만, 베트남, 오키나와, 인도 북부를 겨냥한 순항미사일 창젠(長劍)-10을 배치한 것으로 보인다고 보도되었다.
중국에는 장거리 순항미사일로 창젠-10 이외에도 DH-10, CF-2, CF-1, HN-3, HN-2, HN-1 장거리 순항미사일이 있다.
CJ-10 장거리 함대지 순항미사일은 난창급 순양함에 탑재된다. 미국의 타이콘데로가급 이지스 순양함의 중국판이 난창급이다.

## 사거리
CJ-10의 사거리는 1500 km라고 보통 알려져 있다. 그러나 몇몇 다른 출처에서는 2000 km, 4000 km 사거리라고 한다. 사거리 1500 km 순항미사일, 트럭에 2발인 점은 한국의 현무-3와 동일하다.

## 배치
중국 인민해방군 로켓군의 제821 미사일 여단, 제824 미사일 여단에 CJ-10 순항미사일을 배치했다. 두 여단은 한국, 일본을 사거리로 두지는 않고 있으며, 대만 근처에 배치된 여단이다. 미사일여단은 6개 발사대대, 1개 지원대대, 통신대대, 전자전팀, 철도팀으로 구성된다. 1개 대대의 발사대는 6~12개이며 1개 발사대에는 7~8개의 미사일이 배치된다. 즉, 미사일여단에는 미사일 252-576발이 배치된다.
미국은 2008년 50–250발이 배치된 것으로 추정했다. 2009년에는 150–350발이 배치된 것으로 추정했다.

## 개발
CJ-10 미사일은 이전의 HN-3 미사일을 개량한 것이다. 새로운 디자인에는 우크라이나의 협조로, 소련의 Kh-55 순항미사일이 참고되었다고 한다.
중국은 파키스탄과 아프가니스탄에서 불발탄인 미국의 토마호크 미사일 다수를 획득했다. 당시 미국은 1999년 탈레반에 대한 공격을 가했었다. CJ-10 미사일 개발에 이용되었을 것으로 보고 있다.
영국 해군 이안 이스톤(en:Ian Easton)은 CJ-10는 HN-2와 동일하고, HN-3는 DH-10A와 동일하다고 믿는다.

## 같이 보기
- 토마호크 미사일 - 미국의 사거리 1500 km, 터보팬 엔진, 아음속 순항 미사일
- 현무-3 - 한국의 사거리 1500 km, 터보팬 엔진, 아음속 순항 미사일
- Kh-55 - 러시아의 터보팬 엔진, 아음속 순항 미사일

## 참고
1. ↑  https://n.news.naver.com/mnews/article/005/0000380586?sid=104
2. ↑  https://n.news.naver.com/mnews/article/001/0003094746?sid=100